# Plainfield (New Hampshire)
Plainfield ist der Name einer Town im Sullivan County des US-Bundesstaates New Hampshire in Neuengland. Der United States Census 2020 zählte in Plainfield 2459 Einwohner.

## Geographie
Der Ort hat eine Fläche von 137,0 km², wovon 1,9 km² Wasserfläche ist.
Plainfield liegt auf einer Höhe von 160 Meter über dem Meer. Im Stadtgebiet befindet sich das Vogelschutzgebiet Helen Woodruff Smith Bird Sanctuary und der Staatsforst Annie Duncan State Forest.

## Geschichte
Die Stadt wurde 1761 gegründet. 1813 wurde das noch heute bestehende Internat Kimball Union Academy im Ortsteil Meriden gegründet. Die Künstlerkolonie Cornish Art Colony am Stadtrand existierte von 1885 bis 1930.

## Bibliothek
Die Philip Read Memorial Library dient den Einwohnern des Städtchen und der Umgebung.